# Будинок поміщика Кашинцева
Будинок поміщика Кашинцева — пам'ятка історії місцевого значення в Ніжині. Нині використовується як житловий будинок.

## Історія
Рішенням виконкому Чернігівської обласної ради народних депутатів трудящих від 31.05.1971 № 286 надано статус «пам'ятник історії місцевого значення» з охоронним № 125 під назвою «Будинок, де проходив перший з'їзд комсомолу Ніжинського повіту».
Наказом Департаменту культури та туризму, національностей та релігій Чернігівської обласної державної адміністрації від 12.11.2015 № 254 для пам'ятника використовується нова назва — «Будинок поміщика Кашинцева».

## Опис
Будинок збудований у середині ХІХ століття. До жовтня 1917 року будинок спочатку належав поміщику Кашинцеву, потім купцю Горячкіну. Одноповерховий на високому цоколі (на півтора поверху), кам'яний (цегляний, частково неоштукатурений), прямокутний у плані будинок з двома прибудовами та дерев'яним тамбуром-входом. Загальна площа будинку — 385 м².
21 січня 1921 року у будинку проходив Перший повітовий з'їзд комсомолу Ніжинщини, що складається із 18 делегатів.
У 1967 році на фасаді будинку було встановлено меморіальну дошку Першого з'їзду (мармур, 0,4×0,5 м); нині демонтовано.
У наш час використовується як житловий будинок.